# AKIKO (声優)
AKIKO（あきこ、本名：大谷 安希子〈おおたに あきこ〉、旧姓：岩田〈いわた〉、1977年12月9日 - ）は、日本の元声優。大沢事務所所属。埼玉県所沢市出身。
兄は声優の岩田光央。元義姉は実兄と同じ声優の愛河里花子。

## 人物
地元のイベントのMC。4人兄弟姉妹の末っ子で兄(3番目)は声優の岩田光央である。

## 出演

### テレビアニメ
1998年
- serial experiments lain（女子高生）

1999年
- 将太の寿司 心にひびくシャリの味（美春）

2004年
- かいけつゾロリ（2004年 - 2005年、女の子、子供、ママさん）
- とっとこハム太郎 はむはむぱらだいちゅ!（シロン）
- ポケットモンスター アドバンスジェネレーション（アキコ）

2005年
- いちご100%（みどり）
- 創聖のアクエリオン（オペレーション）
- Paradise Kiss（女子社員）
- ふしぎ星の☆ふたご姫（ベアベア）
- まじめにふまじめ かいけつゾロリ（2005年 - 2006年、食堂のおばちゃん、婦人、魔法使い、アナウンス、ダポン少年、受付嬢、トラの男の子、たぬきのお付き）

2006年
- 銀魂（2006年 - 2008年、麻理鈴、勧誘員女、おばちゃん、魔破のり子、ハイジ）
- くじびき♥アンバランス（不良少女）
- 獣王星（黄輪の女）
- TOKYO TRIBE2（店員、翻訳ソフト、バミ子）
- NANA（アキコ、DJ）

2007年
- キスダム -ENGAGE planet-（カズキ）
- きらりん☆レボリューション（子供）
- 月面兎兵器ミーナ（リプル星人）
- さぁイコー! たまごっち（2007年 - 2008年、りんごっち、花、売店鳥、デパガっち）
- 地獄少女 二籠（小牧聡子）
- 神曲奏界ポリフォニカ（子供A）

### 劇場アニメ
- えいがでとーじょー! たまごっち ドキドキ! うちゅーのまいごっち!?（2007年、りんごっち）

### OVA
- いちご100%〜桜海学園エクソダス編〜（2005年、女生徒F）
- 大魔法峠（2006年、カバ香）

### 吹き替え
- ワールド・トレード・センター（2006年）

### CMナレーション
- 常盤薬品「舞妓はん」 OL2人の掛け合い篇（A子役）